# Hilma Osterman
Anna Emalia Hilma Margaretha Osterman, född Engeström 13 april 1833 i Lund, död 12 september 1913 i Höör, var en svensk konstnär. Hon var dotter till professorn Jonas Albin Engeström och Margaretha Sophia Faxe samt mor till Hilma Johanna Osterman och Jenny Osterman. 
Ostermans produktion består av porträttmåleri.